# Peter Roes
Peter Roes (Herentals, 4 mei 1964) is een Belgisch voormalig professioneel wielrenner. Hij reed voor Lotto en Vlaanderen 2002. Hij is een oudere broer van oud-wielrenner Carl Roes en een neef van oud-wielrenner Jos Huysmans. Hij nam deel aan de Olympische Zomerspelen 1984 in de ploegenachtervolging op de baan.

## Belangrijkste overwinningen
1985
4e etappe Ronde van Namen
Eindklassement Ronde van Namen
1986
Omloop Het Nieuwsblad, beloften
1988
10e etappe Ronde van de Europese Gemeenschap

## Palmares baan
| Jaar     | BK            | EK       | WK       | Overige                                    |
| Amateurs | Amateurs      | Amateurs | Amateurs | Amateurs                                   |
| -------- | ------------- | -------- | -------- | ------------------------------------------ |
| 1983     | Achtervolging |          |          |                                            |
| 1984     |               |          |          | Olympische Spelen: 5e ploegenachtervolging |
| 1985     | Achtervolging |          |          |                                            |
| Elite    |               |          |          |                                            |
| 1988     | Achtervolging |          |          |                                            |

## Resultaten in voornaamste wedstrijden
| Jaar | Ronde van Italië | Ronde van Frankrijk | Ronde van Spanje |
| ---- | ---------------- | ------------------- | ---------------- |
| 1987 |                  | opgave              |                  |
| 1988 |                  |                     |                  |
| 1989 |                  |                     |                  |
| 1990 |                  | 93e                 |                  |
| 1991 |                  |                     |                  |
| 1992 |                  | 121e                |                  |
| 1993 |                  |                     |                  |
| 1994 |                  |                     |                  |
| 1995 |                  |                     |                  |

| Jaar | Gent-Wevelgem | Ronde van Vlaanderen | Amstel Gold Race | Luik-Bast.‑Luik | Parijs-Brussel |
| ---- | ------------- | -------------------- | ---------------- | --------------- | -------------- |
| 1987 | 107e          |                      | 28e              | 86e             |                |
| 1988 |               |                      | 78e              | 58e             | 5e             |
| 1989 |               |                      |                  | 61e             |                |
| 1990 |               |                      |                  |                 |                |
| 1991 | 148e          |                      | 66e              |                 |                |
| 1992 |               |                      |                  |                 | 62e            |
| 1993 |               |                      | 45e              | 64e             |                |
| 1994 |               |                      |                  |                 | 49e            |
| 1995 |               | 73e                  |                  |                 |                |

Wielerploegen van Peter Roes
Bomans · Dernies · Goessens · Lieckens · Lurquin · Mannaerts · Nevens · Roes · Sergeant · Van De Vijver · Van de Walle ·  Van Eynde ·  Van Itterbeeck ·  Vekemans ·  Verdonck ·  Wijnant ·  Willems
Bomans · De Clercq · Deneut · Dernies · Goessens · Houdart · Lurquin · Mannaerts · Robeet · Roes · Van De Vijver ·  Van Eynde ·  Van Itterbeeck ·  Vekemans ·  Verdonck ·  Willems
Arras · De Clercq · Demol · Deneut · Francken · Lurquin · Mannaerts · Moreels · Redant · Roes · Van Calster · Van De Vijver · Van Den Abeele · Van Eynde · Van Itterbeeck · Vekemans · Verdonck · Verschueren · Willems
Arras · Bock · Bruyere · Bruyneel · Criquielion · De Clercq · Demol · Deneut · Francken · Haex · Moreels · Museeuw · Redant · Roes · Van Den Abeele · Van Eynde · Van Itterbeeck · Vekemans · Verdonck · Verschueren · Willems · Baguet (stagiair) · Leysen (stagiair) · Naessens (stagiair)
Baguet · Bock · Bruyneel · Criquielion · De Clercq · Demol · Deneut · Haex · Leysen · Moreels · Museeuw · Naessens · Nevens · Redant · Roes · Van Den Abeele · Van Eynde · Van Slycke · Verschueren · Wauters · Herinne (stagiair)
Baguet · De Clercq · Demol · Deneut · Gayant · Haex · Hennebert · Herinne · Leysen · Moreels · Museeuw · Naessens · Nevens · Onclin · Redant · Roes · Van Den Abeele · Van Slycke · Verschueren · Wauters · Dubois (stagiair) · Janssens (stagiair) · Vanhaecke (stagiair)
Baguet · M. De Clercq · P. De Clercq · Desmet · Dubois · Farazijn · Frison · Hennebert · Herinne · Leysen · Magalhães Azevedo · Nevens · Roes · Roosen · Van De Laer · Van Den Abeele · Van Petegem · Van Slycke · Vanhaecke · Wauters · Mattan (stagiair) · Van de Wouwer (stagiair) · Vandenbroucke (stagiair)
De Buyst · Devos · Dierckx · Feys · Leysen · Liboton · Nevens · Patry · Poppe · Roes · Steels · van Brabant · Van Hyfte · Verheyen · Vervoort · Gerits (stagiair) · Missotten (stagiair) · Van Aken (stagiair)
De Buyst · Feys · Gerits · Nevens · Patry · Roes · Roosen · Steels · Thijs · van Brabant · Van Lommel · Vansevenant · Verheyen · Verstrepen · Vervoort · Aerts (stagiair) · Renders (stagiair) · Stremersch (stagiair)